# 크리스치아누 다 시우바
크리스치아누 다 시우바(포르투갈어: Cristiano da Silva, 1987년 1월 12일 ~ )는 브라질의 축구 선수다. 크리스치아누라고도 불리는 그는 현재 일본 J2리그의 V-파렌 나가사키에서 활약하고 있다.

## 축구인 경력

### 클럽 경력
아답 갈루에서 축구 선수 생활을 시작하여, 2005년 코리치바 FC와 계약하며 프로 무대에 섰다. 2012년 레드불 잘츠부르크로 이적하며 유럽무대에 도전했으나, 2012-13 시즌 15경기에 출전해 3골을 넣은 데 그쳤다. 2013 시즌 J2리그의 도치기 SC로 임대되었다. 도치기로 이적한 이후, 일본 무대에서 대활약을 하기 시작했다.

## 선수 기록
| 시즌        | 구단              | 디비전      | 리그 | 리그 | FA컵 | FA컵 | 리그컵 | 리그컵 | 대륙대회 | 대륙대회 | 총합 | 총합 |
| 시즌        | 구단              | 디비전      | 출장 | 득점 | 출장 | 득점 | 출장   | 득점   | 출장     | 득점     | 출장 | 득점 |
| ----------- | ----------------- | ----------- | ---- | ---- | ---- | ---- | ------ | ------ | -------- | -------- | ---- | ---- |
| 2009        | 샤페코엔시        | 세리이 D    | 13   | 1    | -    | -    | -      | -      | -        | -        | 13   | 1    |
| 2010        | 주벤투지          | 세리이 C    | 7    | 1    | 0    | 0    | -      | -      | -        | -        | 7    | 1    |
| 2011        | 주벤투지          | 세리이 D    | 9    | 6    | -    | -    | -      | -      | -        | -        | 9    | 6    |
| 브라질      | 브라질            | 브라질      | 29   | 8    | 0    | 0    | -      | -      | -        | -        | 29   | 8    |
| 2011-12     | 레드불 잘츠부르크 | 분데스리가  | 15   | 3    | 3    | 0    | -      | -      | -        | -        | 18   | 3    |
| 2012-13     | 레드불 잘츠부르크 | 분데스리가  | 0    | 0    | 1    | 1    | -      | -      | 2        | 1        | 3    | 2    |
| 오스트리아  | 오스트리아        | 오스트리아  | 15   | 3    | 4    | 1    | -      | -      | 2        | 1        | 21   | 5    |
| 2013        | 도치기 SC         | J2          | 40   | 16   | 1    | 0    | -      | -      | -        | -        | 41   | 16   |
| 2014        | 방포레 고후       | J1          | 32   | 5    | 3    | 1    | 5      | 6      | -        | -        | 40   | 12   |
| 2015        | 가시와 레이솔     | J1          | 34   | 14   | 3    | 4    | 2      | 0      | 10       | 3        | 49   | 21   |
| 2016        | 가시와 레이솔     | J1          | 22   | 11   | 0    | 0    | 4      | 0      | 0        | 0        | 26   | 11   |
| 일본        | 일본              | 일본        | 128  | 46   | 7    | 5    | 11     | 6      | 10       | 3        | 126  | 60   |
| 커리어 통산 | 커리어 통산       | 커리어 통산 | 172  | 57   | 11   | 6    | 11     | 6      | 12       | 4        | 206  | 73   |